# Divan.tv
Divan.TV (стилізовано під DIVAN.TV) — колишній український онлайн-кінотеатр та провайдер IPTV, заснований як стартап у 2009 та запущений у 2011 році, що припинив свою діяльність наприкінці 2021 року.

## Наповнення
Сервіс пропонував перегляд відеоконтенту: 170+ телеканалів наживо, прямих трансляцій спортивних подій. Також можна буто слухати музику і радіо. У бібліотеці було — 50 тис. художніх і документальних фільмів, мультфільмів, серіалів, шоу тощо. А в «портфелі» — укладені контракти з російською Amedia (зокрема Amediateka), Ред Медіа, «НСТУ», Медіа Група Україна, Starlight Media, Inter Media Group, 1+1 Media, Setanta Sports, Discovery, A&E Networks (зокрема телеканали History Channel та History2) та ін.

## Історія
У 2009 році Андрій Колодюк вийшов з усіх попередніх компаній і заснував ОТТ-сервіс Divan.TV, який після запуску у 2011 р. журналіст видання ain.ua схарактеризувати як українську альтернативу Google TV й Apple TV. Сам Колодюк вважав, що Divan.TV стане переворотом у світі телебачення, Інтернет, телефонії, мультимедійних розваг не тільки для України, але й всього ринку Східної Європи. У 2016 році Divan.TV став першим українським сервісом для російсько-україномовної аудиторії по всьому світу, що легально доступний у 200 інших країнах світу. Водночас Відомий американський сервіс відео за запитом Netflix почав працювати в 130 країнах, у тому числі та в Україні.. У грудні 2021 року у ЗМІ почали з'являтися повідомлення що сервіс може припинити працювати через мільйонні борги перед правовласниками — зокрема українськими медіагрупами. Тоді ж сервіс припинив роботу.

## Цінова політика
Замість сплати за перегляд кожного окремого фільму сервіс пропонував станом на листопад 2020 року передплату, що коштувала від 49 до 299 ₴ на місяць.

## Доступність
Сервіс доступний власникам пристроїв Smart TV (LG, Samsung, Philips (модельних рядів 2012 і 2013 років), Sony та Panasonic), медіаплеєрів Apple TV, Roku, NEXON (модель NEXON X1), Dune HD і пристроїв під управлінням Android та Android TV, iOS та iPadOS, без прив'язки до конкретного інтернет-провайдера.